# Karel Filipovský
Karel Filipovský (13. února 1843 Plzeň – 6. ledna 1916 Brno) byl český středoškolský profesor a odborný spisovatel. Vyučoval zejména na učitelském ústavu v Brně (1876–1883) a na průmyslové škole v Praze (1883–1905). Publikoval učebnice češtiny a zeměpisu. Sestavil nebo přeložil několik vlastivědných publikací o Moravě a dalších zemích Předlitavska.

## Život
Narodil se 13. února 1843 v Plzni. Chodil v rodném městě na českou, později německou krajskou hlavní školu a na německé gymnázium, kde většina učitelů byli premonstráti z Teplé. Poté studoval tři roky na pražském kněžském semináři, ale vystoupil z něj a navštěvoval přednášky na filosofické fakultě. Souběžně pracoval jako korektor v redakcích deníků Politik a Pražské noviny. Určitou dobu také vyučoval na Vocelově soukromém ústavu.
V letech 1872–73 získal místo na měšťanské škole ve Žluticích a složil státní zkoušky z dějepisu, zeměpisu a němčiny. Roku 1873 byl přijat jako suplent na státní německou reálku v Praze. Doplnil si zkoušku z češtiny pro vyšší školy a ve školním roce 1875–76 působil na zemské reálce v Novém Jičíně, odkud roku 1876 přešel na český učitelský ústav v Brně. V roce 1883 byl přeložen na státní průmyslovou školu do Prahy, kde vyučoval češtinu, němčinu, dějepis a účetnictví. Po smrti Jana Tilleho (1833–1897) tam také dočasně zastával funkci ředitele. V roce 1901 mu byl udělen titul školního rady.
Roku 1905 odešel do výslužby a odstěhoval se do Brna. Bydlel na Schwarzgasse 5 (dnes Poříčí na Starém Brně). Zemřel tamtéž 6. ledna 1916. Byl oceňován jako autor učebnic, moravské vlastivědy (viz Dílo) a zasloužilý organizátor průmyslového školství.

## Dílo
Byl autorem knižně vydaných publikací:
- Zeměpisný nástin hejtmanství brněnského (1878, online)
- Stručná methodika vyučování zeměpisu na školách národních (1879)
- Počátky formálního cvičení v řeči jakožto methodika vyučovací řeči (1880–82)
- Methodika vyučovacího jazyka českého (1881–82)
- Statistika zemí v říšské radě zastoupených (1882, online)
- Vlastivěda markhrabství Moravského (1883)
- Učebnice zeměpisu pro nižší průmyslové školy (1886)
- Písemnosti : ku potřebě žáků průmyslových škol pro dílovedoucí (1886)

Překlady:
- Richard Trampler: Evropa, mapa horo- a vodopisná (nedatováno)
- Richard Trampler: Království české (mapa, nedatováno)
- Richard Trampler: Markrabství moravské a Vévodství slezské (mapa, nedatováno)
- Richard Trampler: Střední Evropa (mapa, nedatováno)
- Richard Trampler: Okolí pražské (mapa, nedatováno)

## Rodina
- 25. září 1867 se v pražském kostele sv. Tomáše oženil s Marií Knollitzovou či Knolicovou (1848–1880) z Prahy.[11] Jejich děti – Karel (1868–1882), Jaroslav (1869–1870) a Otakar (1871–1872) – se nedožily dospělosti.[12] Manželka zemřela 17. října 1880 v Brně.[13]
- 8. ledna 1881 se oženil podruhé, v kostele Nanebevzetí Panny Marie na Starém Brně, s Annou Ondráčkovou (1858–??) z Obyčtova.[14]
  - Syn Vojtěch (1882–1884) zemřel v dětském věku[12]
  - Syn Otto (1898–1917) zemřel v posádkové nemocnici, zřejmě jako oběť 1. světové války[12]
  - Dcera Anna (1887–??) se stala učitelkou v Brně[12]
  - Měli ještě dcery Ludmilu (1885–??) a Marii (1895–??).[12]